# Oh L’amour
Oh L’amour” – trzeci singel brytyjskiego duetu Erasure z pierwszego albumu studyjnego Wonderland.

## Lista utworów
EBX1.3 – Oh L’amour
1. Oh L’amour
2. March On Down The Line
3. Oh L’amour – Remix
4. March On Down The Line – 12" Mix
5. Gimme! Gimme! Gimme!
6. Oh L’amour – Funky Sisters Say Ooh La La Mix
7. Gimme! Gimme! Gimme! – Remix